# バカレイドッグス
『バカレイドッグス』は、矢樹純（原作）・青木優（漫画）による日本の漫画。『週刊ヤングマガジン』（講談社）にて、2017年44号から2018年25号まで連載された。話数カウントはkarte ○。キャッチコピーは「戦慄の闇医者ピカレスクロマン」。
続編として『バカレイドッグス Loser』が『コミックDAYS』にて、2019年6月12日から2020年12月23日まで連載された。

## あらすじ
バカレイドッグス
看護師・雪野鈴は父親の借金を返す為、犬童医院に売り飛ばされた。彼女を買い取ったのは、無免許の天才外科医・犬童辰二、その弟で保険屋・亥三。彼らは金さえ払えば、どんな手術でも引き受ける闇医者兄弟だった。
バカレイドッグス Loser
とある理由で街から締め出されてしまった犬童兄弟は、神奈川県横浜市を新天地に、再スタートを切る。

## 登場人物
犬童辰二（いぬどう たつじ）
本作の主人公。無免許だが非常に優秀な犬童医院の外科医。小柄で童顔。金さえ払えばどんな凶悪な犯罪者でも手術をする。
犬童亥三（いぬどう いぞう）
辰二の弟。犬童医院の保険屋。格闘家のような体格をしている。
雪野鈴（ゆきの りん）
看護師。父親の借金のため犬童兄弟の許に売られて来た。

### 土佐組
甲斐
「アリムラヒロシの回」「一人の女と一つの命」「疑惑の銃弾」、「母の秘密」で登場。左目付近に縦に傷がある。
友部
「疑惑の銃弾」で登場。土佐組の若頭。10年ほど前に紫川組の幹部を撃ち服役、出所後報復として射殺された。

### 患者及びその関係者
アリムラヒロシ
土佐組の看板をボーガンで撃ったと同組に因縁を付けられ腕を切断された。
菜摘
アリムラの彼女。ブリーダーで猫20匹を飼っている。
結城春乃
「一人の女と一つの命」で登場。21歳。土佐組のヤクザの愛人だったが、ヤクザが服役中にその弟分との子が出来てしまい中絶を依頼する。
麻衣
「1組の親子」で登場。幼女。医療費の払えない母親の治療を求める。
篠原
「もう1人の闇医者」で登場。54歳のホームレス。
寅太
「もう1人の闇医者」で登場。辰二の兄。臓器移植専門の闇医者。自身が価値を認めた人間のみ手術する。
沖田
「疑惑の銃弾」で登場。紫川組の構成員。上の命令で友部を射殺後フィリピンに逃亡しようとしたが居場所を突き止めた甲斐に拉致され車内で恫喝される。甲斐を撃つが絞殺され海に遺棄された。
長谷川
「本物の真価」で登場。部下の田辺と協力し犬童医院で医療事故を起こさせ金を奪おうとした。
田辺、安井
「本物の真価」で登場。長谷川の部下。安井はナース好き。RHマイナスAB型という血液型を利用され重傷となり犬童医院に入院する。
月岡
「シリアルキラー」で登場。11人の黒髪女性を殺した男。一人の被害者の兄に重傷を負わされ犬童医院に駆け込む。
入江
「シリアルキラー」で登場。月岡に殺された被害者の一人の兄。月岡に重傷を負わすも自身も重傷を負い犬童医院に駆け込んだ。
まりあ
「那杭村」で登場。辰二の師匠。網膜色素変性症が進行している。小峰の死因について他殺としたため嫌がらせを受けている。
熊代創
「那杭村」で登場。両手指に水かきがある合指症の青年。亡母の連れ子として熊代家に入った。「水神の遣い」として祀られ「真魂光の会」教祖となる。
監禁されたまりあや雪野の脱出を手引きした。辰二に手術で水かきを除去してもらい証拠品でもある父の両手を貰い、村を離れた。
桂井
「那杭村」で登場。信者。細目の男。新たな教祖となるため、自身にも水かきを要求し辰二の手術を受けるが、植皮に目印を付けられ口止め料として1億円の支払いを要求された。
小峰忠明
「那杭村」で登場。54歳。信仰に疑問を抱いていたが変死を遂げた。以前は板前をしていたが妻子を捨て酒と賭博に溺れていた。創の実父で自身も合指症であった。

### その他
ヒグチ
「本物の真価」で登場。闇金。
りこ
「本物の真価」で登場。亥三の出資している映像会社所属のセクシー女優。亥三の依頼でイベントを開き、RHマイナスAB型の血液型の人間を探し出すのに協力した。
犬童百合子
犬童兄弟の母。

## 書誌情報
- 矢樹純・青木優『バカレイドッグス』 講談社〈ヤンマガKCスペシャル〉、全3巻
  1. 2018年2月6日発売、ISBN 978-4-06-510906-9
  2. 2018年5月7日発売、ISBN 978-4-06-511379-0
  3. 2018年7月6日発売、ISBN 978-4-06-512016-3
- 矢樹純・青木優『バカレイドッグス Loser』 講談社〈ヤンマガKCスペシャル〉、全5巻
  1. 2019年10月9日発売、ISBN 978-4-06-517299-5
  2. 2020年2月12日発売、ISBN 978-4-06-518486-8
  3. 2020年7月8日発売、ISBN 978-4-06-520195-4
  4. 2020年11月11日発売、ISBN 978-4-06-521345-2
  5. 2021年3月10日発売、ISBN 978-4-06-522602-5